# William George Ward
Pour les articles homonymes, voir Ward.
Cet article possède un paronyme, voir William Ward.
Œuvres principales
- Idéal d'une Église chrétienne (1844)

Compléments
Prêtre anglican, converti au catholicisme.
William George Ward, né le 21 mars 1812 à Londres et mort dans cette même ville le 6 juillet 1882, est un prêtre anglican puis théologien catholique britannique. Personnalité du mouvement d'Oxford, il se convertit au catholicisme en septembre 1845.

## Biographie

### Formation
William George Ward entre à la Christ Church d'Oxford en 1830, mais trois ans plus tard les difficultés financières de son père William Ward (en) le forcent à entrer au Lincoln College, pour y obtenir une bourse. Excellent en mathématiques, il obtient aussi une bourse au Balliol College.
Totalement opposé au mouvement d'Oxford lancé une année auparavant, l'un de ses amis l'invite à aller écouter un prêche de John Henry Newman. Il est alors frappé par son sermon et devient l'un de ses disciples. Il rejette alors la Réforme protestante, le jugement privé revendiqué par les protestants ou encore l'uniformité de façade de l'Église d'Angleterre. Il devient néanmoins diacre en 1838 puis prêtre en 1840.

### Rapprochement avec le catholicisme
En 1839, Ward devient rédacteur en chef du British Critic, l'organe officiel du mouvement d'Oxford. Il est alors très critique vis-à-vis de l'Église anglicane, à laquelle il appartient encore, au point qu'il attire la suspicion de certains membres du mouvement. En 1841, il fait publier le Tract 90 (en) dont il est partisan.
En 1844, il publie son Idéal d'une Église chrétienne, dans laquelle il soutient ouvertement que le seul espoir pour l'Église anglicane est de se soumettre au Saint-Siège. Cette publication crée une véritable tempête : le 13 février 1845, Oxford condamne le Tract 90, censure Ward et prive ce dernier de ses diplômes.

### Conversion
En septembre suivant, il quitte l'Église anglicane et rejoint officiellement la pleine communion avec l'Église catholique en tant que laïc. Il sera suivi par de nombreux membres du mouvement, dont Newman lui-même.
Après sa conversion, il se consacre notamment à la lutte contre la pauvreté. En tant que théologien, il devient un spécialiste de l'éthique, de la métaphysique et de la philosophie morale. Il écrit aussi sur le libre arbitre, la philosophie du théisme, la science, la prière ou encore les miracles dans la Revue de Dublin. Il traite également de la condamnation du pape Honorius Ier dans une correspondance controversée avec John Stuart Mill et obtient un rôle de premier plan dans les discussions entre l'Église catholique et la Société Métaphysique (en), fondée par James Knowles (en). Ward est également un adversaire du catholicisme libéral et un fervent défenseur de l'ultramontanisme. En 1870, il soutiendra notamment la promulgation du dogme de l'infaillibilité pontificale.
En 1851, il devient professeur de philosophie morale au St Edmund's College de Ware. L'année suivante, il est nommé à la chaire de théologie dogmatique. Enfin, en 1863, il devient rédacteur en chef de la Revue de Dublin.

## Famille
William George Ward est le fils de William Ward (en) et d'Emily Combe, le petit-neveu de Robert Plumer Ward et le neveu de Sir Henry George Ward.
Il est aussi le père du biographe Wilfrid Ward ainsi que le grand-père du père Leo Ward, missionnaire au Japon, de l'écrivaine et éditrice Maisie Ward (en), de la traductrice Rosemary Sheed et du romancier Wilfrid Sheed (en).